# ブエル

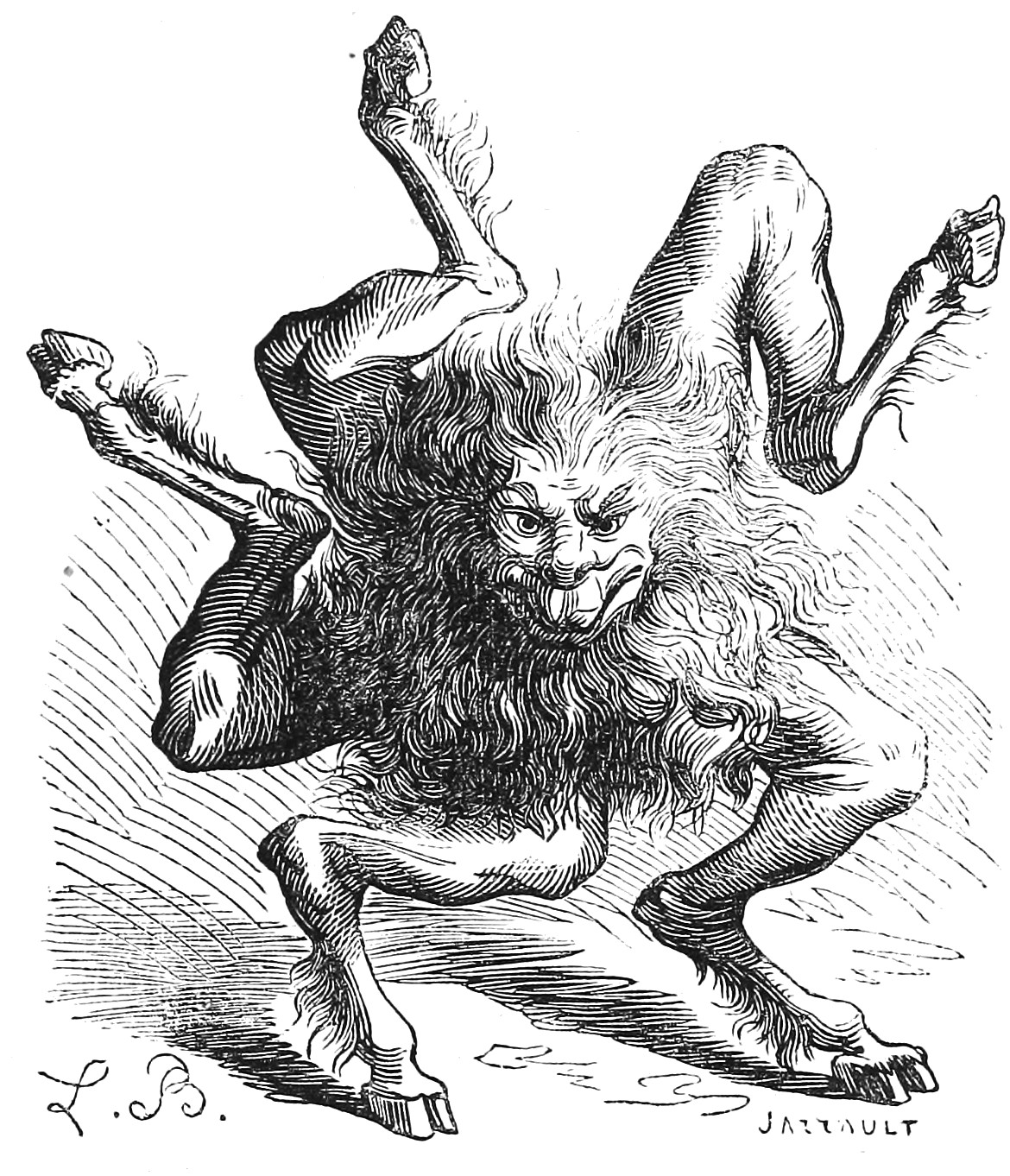
コラン・ド・プランシー著『地獄の辞典』の挿絵におけるブエルの姿

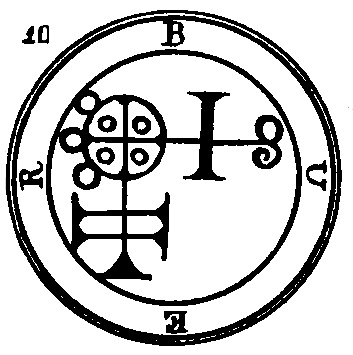
ブエルのシジル

ブエル（Buer）は、悪魔学における悪魔の一人。

## 概要
『ゴエティア』によると、50の軍団を率いる序列10番の地獄の大総裁。
『大奥義書』によると、アガリアレプトの配下にあるという。
太陽が人馬宮にある時に現れ、自然哲学、道徳哲学、論理学や全ての薬草の薬効を教える。望ましい使い魔を授ける。病の治療、とりわけ病気の人間を健康体に戻す知識に通じている。
『ゴエティア』では（人馬宮のシンボル）の姿で現れるとされるが、コラン・ド・プランシーは『地獄の辞典』においてブエルの姿を「星か車輪のような五本の脚を持ち、自ら転がりつつ前進する」と紹介している。『地獄の辞典』第6版以降のルイ・ル・ブルトンによる挿絵では、ライオンの頭と5本のヤギの足を体の周りに持つ姿で描かれており、今ではその姿の方が有名である。また、ヒトデの姿をした悪魔という説もある。『悪魔の偽王国』ではアスタリスクの姿とされる。
ブエルの名前の由来は不明であるが、興味深いことに"Buer"（現：ゲルゼンキルヒェン）という古都がドイツのヴェストファーレンにあった。